# روبرت إيوينغ
روبرت إيوينغ (بالإنجليزية: Robert Ewing)‏ هو سياسي أمريكي، ولد في 10 أغسطس 1849 في ناشفيل في الولايات المتحدة، وتوفي في 23 أكتوبر 1932. حزبياً، نشط في الحزب الديمقراطي.